# Jan Pszczoła
Jan Pszczoła (ur. 1 października 1914, zm. ok. 4 listopada 1944) – polski działacz ruchu ludowego, żołnierz Batalionów Chłopskich, komendant BCh obwodu Pińczów, pośmiertnie mianowany majorem Wojska Polskiego.

## Życiorys
Urodził się 1 października 1914 w rodzinie chłopskiej, mieszkającej w Krzczonowie. W 1937 został awansowany na stopień podchorążego po Dywizyjnym Kursie Podchorążych Rezerwy w Cieszynie. Po zakończeniu służby, wyjechał do Warszawy gdzie został słuchaczem Wolnej Wszechnicy Polskiej. W czasie kampanii wrześniowej dostał się do niewoli niemieckiej z której udało mu się zbiec wyskakując z pociągu w okolicach Częstochowy.
Po powrocie do domu wstąpił do Batalionów Chłopskich pod pseudonimem „Wojnar” i został mianowany komendantem obwodu Batalionów Chłopskich w Pińczowie. Pełnił też funkcję zastępcy komendanta obwodu pińczowskiego Armii Krajowej. 
25 lipca 1944 brał udział we wspólnej akcji oddziałów Armii Krajowej i BCh na ufortyfikowany i broniony przez 14 żandarmów i kilku granatowych policjantów posterunek w Nowym Korczynie. W czasie walki dowodził oddziałami BCh. 5 sierpnia 1944 r. brał udział w bitwie o Skalbmierz, toczonej wspólnie przez AK, BCh i Armię Ludową z oddziałami Wehrmachtu. O zwycięstwie partyzantów zadecydowały dwa czołgi rosyjskie sprowadzone na pole bitwy przez Jana Pszczołę. 4 listopada 1944 Wojnar został aresztowany, uwięziony i zamordowany w budynku gestapo w Busku Zdroju. Po zakończeniu okupacji niemieckiej ciało Jana Pszczoły zakopane na dziedzińcu budynku gestapo zostało ekshumowane i pochowane na cmentarzu w Sokolinie.

W 1948 rozkazem ministra Obrony Narodowej, Jan Pszczoła komendant obwodu BCh w Pińczowie został pośmiertnie awansowany do stopnia majora. W 1970 Rada Państwa nadała mu również pośmiertnie, Krzyż Virtuti Militari V klasy. Jego imieniem nazwano szkołę podstawową w Krzczonowie, na której umieszczono tablicę z napisem:

W XXXI rocznicę napaści Niemiec hitlerowskich na Polskę nadano tutejszej szkole podstawowej imię Jana Pszczoły ps. Wojnar. Żołnierza kampanii wrześniowej Komendanta Batalionów Chłopskich obwodu pińczowskiego. Niech jego walka i męczeńska śmierć będzie dla młodego pokolenia przykładem męstwa i ofiarności w służbie dla Polski Ludowej